# Cal Codina (Cervera)
Cal Codina és una masia de Cervera (Segarra) situada a l'antic terme de la Prenyanosa, prop de l'església de Sant Miquel de Tudela. Està protegida com a Bé Cultural d'Interès Local.

## Descripció
Edifici de planta rectangular, amb un mur de tancament annex. Consta de planta baixa, pis i golfes, l'aparell constructiu és de pedra calerenca, amb reserva de carreus més grossos, de pedra sorrenca a les cantoneres i a tot el voltant de les obertures, totes elles de llinda plana. En un dels laterals de la casa hi ha dos contraforts.